# Les Coulisses de Degrassi
Les Coulisses de Degrassi est une gamme d'épisodes issues de la célèbre série canadienne Degrassi : La Nouvelle Génération. Au Québec, Les coulisses de Degrassi et Degrassi : La Nouvelle Génération sont présentés sur VRAK.TV. Les Coulisses de Degrassi ne sont plus diffusés sur VRAK.TV depuis 2007.

## L'émission
Les Coulisses de Degrassi est une gamme d'épisodes sur la vie des comédiens de la série télé Degrassi : La Nouvelle Génération. Chaque épisode renferme une tonne d'information sur leur vie personnelle, professionnelle et sociale. Évidemment un épisode est consacré à chaque comédien ou comédienne principal(le). 

## Distribution
- Miriam McDonald (VF : Ophélie Ropion) : Emma Nelson
- Cassie Steele (VF : Caroline Lallau) : Manny Santos
- Lauren Collins (VF : Sylvie Jacob) : Paige Michalchuk
- Ryan Cooley (VF : Arthur Pestel) : J.T. Yorke
- Aubrey Graham (VF : Yann Le Madic) : Jimmy Brooks
- Shane Kippel (VF : Romain Redler) : Gavin « Spinner » Mason
- Jake Goldsbie (VF : Hervé Grull) : Toby Isaacs
- Sarah Barrable-Tishauer (VF : Fily Keita) : Liberty Van Zandt
- Melissa McIntyre (VF : Béatrice Bruno) : Ashley Kerwin
- Stacey Farber : Ellie Nash
- Andrea Lewis (VF : Catherine Desplaces) : Hazel Aden
- Jake Epstein (VF : Hervé Rey) : Craig Manning
- Adamo Ruggiero (VF : Paolo Domingo) : Marco Del Rossi
- Daniel Clark (VF : Maël Davan-Soulas) : Sean Cameron